# Kabupaten Bogor
Kabupaten Bogor är ett kabupaten i Indonesien.   Det ligger i provinsen Jawa Barat, i den västra delen av landet, 40 km söder om huvudstaden Jakarta. Antalet invånare är 4 985 585.